# Plovoucí ostrov
Plovoucí ostrov nebo též Plující ostrov (1895, L'Île à hélice, „ostrov s lodním šroubem“) je fantastický román francouzského spisovatele Julesa Verna z jeho cyklu Podivuhodné cesty (Les Voyages extraordinaires). Řadí se ke spisovatelovým méně známým dílům. Díky této knize se o Vernovi tvrdí, že předpověděl vynález internetu. Není to však pravda. Verne sice popisuje v románu kabel, který spojuje plovoucí ostrov s východním pobřežím USA, avšak jde o normální telegrafní linku.

## Děj a technický popis ostrova

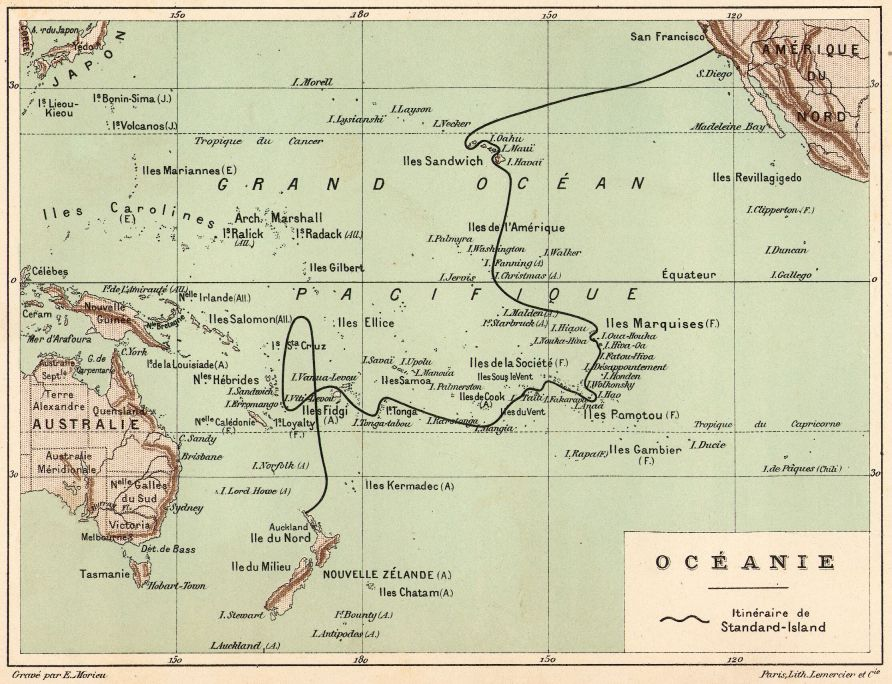
Mapa cesty Plovoucího ostrova z francouzského vydání románu.

Verne v knize, která vcelku vyznívá jako odsouzení zahálčivého života boháčů, vypráví o podivuhodném dobrodružství čtyř francouzských hudebníků, kteří se proti své vůli octli na fantastickém plovoucím ostrově s názvem Standard-Island, vybudovaném pro americké a evropské miliardáře, aby mohli při plavbě po Tichém oceánu po celý rok užívat krásného počasí. Autor živě a plasticky líčí krásu tichomořských ostrovů, u nichž se Standard-Island zastavuje na své pomyslné plavbě, a s velkým zaujetím popisuje velkolepé technické vymoženosti ostrova.
Standard-Island byl vskutku úžasným inženýrským dílem. Šlo o obrovské plovoucí těleso o rozloze 27 km² s desetimetrovým ponorem (objem by tedy činil 0,432 km³). Pětinu povrchu ostrova zaujímalo jeho hlavní a jediné město Milliard-City, které bylo elipsovitého tvaru a hlavní třída ho dělila na dvě části. Ulice spolu svíraly pravý úhel (po vzoru moderních amerických měst), domy však připomínaly paláce obklopené zahradami. Dopravu na ostrově zajišťovaly elektrické tramvaje, které jezdily i na „venkově“. Pohyb Standard-Islandu obstarávaly dvě továrny, jejichž dynama vyráběla elektrický proud a uváděla do pohybu systém mohutných lodních šroubů umístěných na bocích ostrova nedaleko jeho přístavů. Rychlost ostrova dosahovala osmi uzlů. Vlny neměly na ostrov žádný vliv, jednak díky jeho váze a rozloze, jednak díky šedesátimetrovým kýlům vpředu i vzadu, jež rozrážely vlny.
Nezávislost obou pohonných soustav měla v závěru románu osudné následky, když po roztržce ve správě města daly znepřátelené strany šroubům opačný směr, čímž vzniklo napětí, které ostrov roztrhalo na kusy, a Standard-Island tak byl, kvůli malicherným lidským sporům, zničen.

## Ilustrace
Knihu Plovoucí ostrov ilustroval Léon Benett.

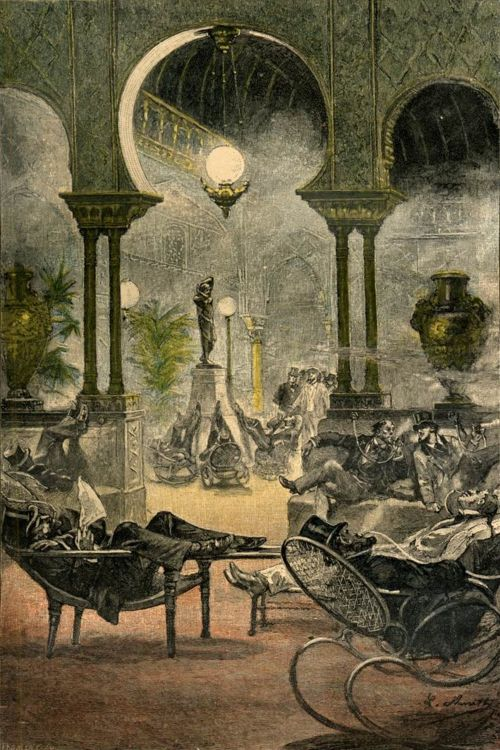
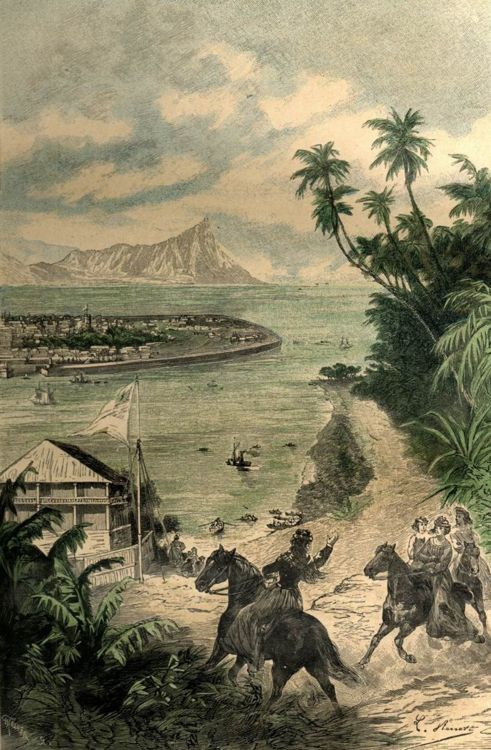
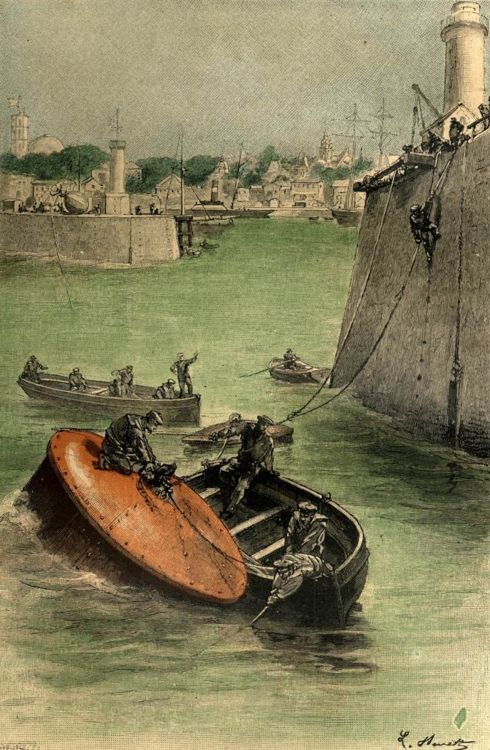
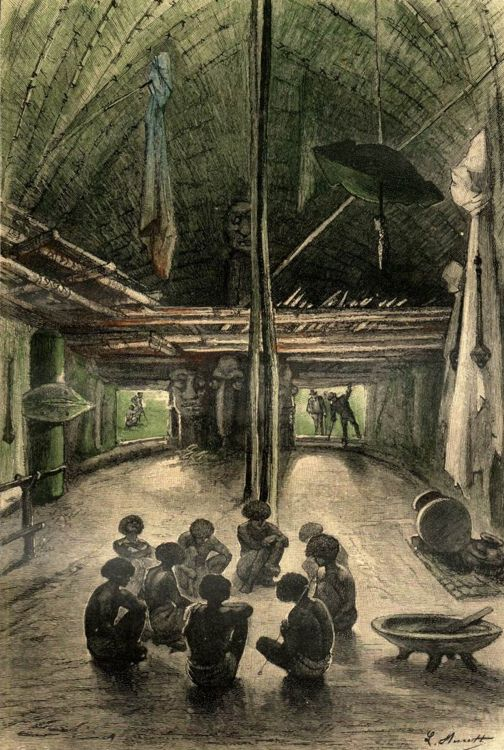
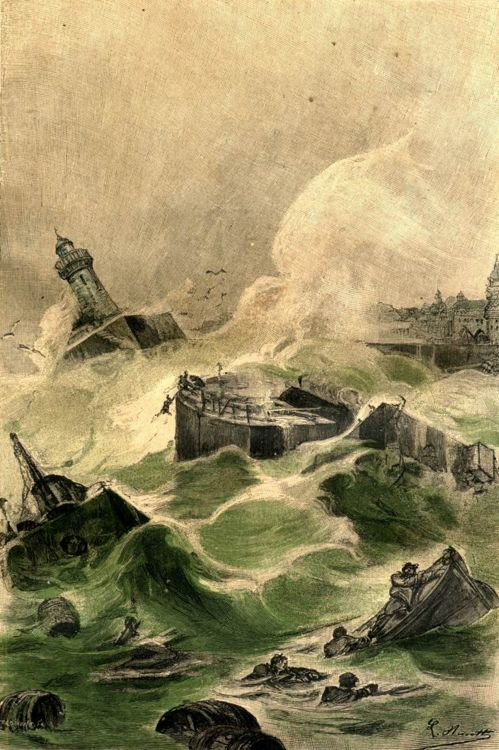

## Česká vydání
- Plující ostrov, Josef R. Vilímek, Praha 1896, přeložil Jan Wagner,
- Plující ostrov, Bedřich Kočí, Praha 1907, přeložila Eliška Řeháková, dva svazky,
- Plující ostrov, Josef R. Vilímek, Praha 1914, přeložil Jan Wagner, znovu 1923 a 1930.
- Plovoucí ostrov, Mladá fronta, Praha 1955, přeložil Antonín Jaroslav Liehm,
- Plující ostrov, Mustang, Plzeň 1994,
- Plující ostrov, Návrat, Brno 1999, přeložil Jan Wagner.
- Plovoucí ostrov, Omega, Praha 2018, přeložil Jan Wagner.
- Plující ostrov, Nakladatelství Josef Vybíral, Žalkovice 2021, přeložil Jan Wagner.